# Blind Guardian
Blind Guardian je power metal sastav osnovan 1985. godine u Krefeldu, Njemačka. U razdoblju od 1986. – 1987. godine, izdaju dva demoalbuma pod imenom Lucifer's Heritage. Od osnivanja njihovi tekstovi bili su inspirirani imaginarnim svijetom J. R. R. Tolkiena i drugih autora fantastične proze, te legendama i mitovima. 
Na njihovom debitantskom albumu Battalions of Fear i drugom Follow the Blind, na kojem je prvi put gostovao Kai Hansen, prevladava utjecaj speed metala, mnogo više nego na Blind Guardianovim budućim albumima. Već na sljedećem uratku Tales from the Twilight World, Blind Guardian poprima moderniji zvuk, te češće koristi zborove uz pomoć orkestra. Time je Blind Guardian stvorio svoj danas prepoznatljiv epičan stil. Sljedećih godina izdaju još dva albuma, Somewhere Far Beyond i svoje prvo live izdanje Tokyo Tales. Sastav dostiže svoj vrhunac albumima Imaginations from the Other Side i Nightfall in Middle-Earth, koji je baziran na knjizi Silmarillion, autora J. R. R. Tolkiena. 
Uslijedila je stanka tijekom koji Hansi Kürsch surađuje s osnivačem Iced Eartha Jonom Schafferom, što rezultira izdavanjem albuma novog sastava nazvanog Demons & Wizards. Popularnost Blind Guardiana je rasla i 2002. sastav pušta u prodaju A Night at the Opera, na kojem dolazi do malene promjene stila te se osjeća utjecaj progresivnog power metala. 
Sastav nakon dvadeset godina (2005.) napušta bubnjar Thomen Stauch i osniva Savage Circus. Zamijenio ga Frederik Ehmke. U rujnu 2006. izdaju studijski album A Twist in the Myth, a u srpnju 2010. izdaju album At the Edge of Time .

## Sastav

### Sadašnja postava
- Hansi Kürsch - vokali (1985.-danas) bas-gitara (1985. – 1997.)
- André Olbrich - vodeća gitara (1985.-danas)
- Marcus Siepen - ritam gitara (1987.-danas)
- Frederik Ehmke - bubnjevi (2005.-danas)

### Gostujući članovi
- Oliver Holzwarth - bas-gitara (turneja/studio) (1997.-danas)
- Mathias Wiesner - klavijature (studio) (1989.-danas)
- Michael Schüren - klavijature (uživo) (1998.-danas)
- Kai Hansen - vokali, solo gitara (1989. – 1992.)
- Rolf Köhler, Thomas Hackmann - prateći vokali (1989.-danas)
- Olaf Senkbeil, Billy King - prateći vokali (1990.-danas)

### Bivši članovi
- Thomas "Thomen" Stauch - bubnjevi (1985. – 2005.)
- Markus Dörk - ritam i vodeća gitara (Lucifer's Heritage) (1985. – 1986.)
- Christoph Theissen - vodeća i ritam gitara (Lucifer's Heritage) (1986. – 1987.)
- Hans-Peter Frey - bubnjevi (Lucifers Heritage) (1985. – 1987.)

## Diskografija

### Demo (Lucifer's Heritage)
- Symphony of Doom (Demo, 1985.)
- Battalions of Fear (Demo, 1986.)

### Albumi
- Battalions of Fear (1988.)
- Follow the Blind (1989.)
- Tales from the Twilight World (1990.)
- Somewhere Far Beyond (1992.)
- Imaginations from the Other Side (1995.)
- Nightfall in Middle-Earth (1998)
- A Night at the Opera (2002.)
- A Twist in the Myth (2006.)
- At the Edge of Time (2010.)
- Beyond the Red Mirror (2015.)
- Legacy of the Dark Lands (2019.)
- The God Machine (2022.)

### Singlovi
- A Past and Future Secret (Single, 1995.)

- Mr. Sandman (Single, 1996.)
- Mirror Mirror (Single, 1998.)
- And Then There Was Silence (Single, 2001.)
- The Bard's Song (In the Forest) (Single, 2003.)
- Fly (Single, 2006.)
- Another Stranger Me (2007.)

### Live Albumi
- Tokyo Tales (Live, 1993.)
- Live (Live, 2003.)

### Kompilacije
- The Forgotten Tales (Kompilacija, 1996.)
- Imaginations Through the Looking Glass (DVD, 2004.)

## Vanjske poveznice
- Blind Guardian, službene stranice
- Videos
- The Releases Of Blind Guardian  Arhivirana inačica izvorne stranice od 6. veljače 2020. (Wayback Machine)